# Звёздный Лис (роман)
Звёздный Лис (англ. The Star Fox) — фантастический роман американского писателя-фантаста Пола Андерсона, является объединением трёх повестей, опубликованных в 1965 году журналом «The Magazine of Fantasy and Science Fiction»: «Marque and Reprisal» (рус. Каперство и репрессалии) (февраль 1965), «Arsenal Port» (рус. Порт Арсенал) (апрель 1965), и «Admiralty» (рус. Адмиралтейство) (июнь 1965). В том же году опубликован в книжном варианте. Роман был номинирован на премию Небьюла в 1965. В 1984, 1985, 1995 роман номинировался на премию Prometheus Award в номинации Hall of Fame Award for Best Classic Libertarian SF Novel (рус. Награда доски почёта за лучший классический либертарианский научно-фантастический роман), в 1995 роман получил данную награду.

## Описание сюжета
- Часть 1: Гуннар Хейм, бывший звездолётчик, а ныне глава преуспевающего концерна «Хеймдаль Моторс», встречает в трущобах Сан-Франциско менестреля Андрэ Вадажа, который рассказывает ему о своём бегстве с планеты Новая Европа, оккупированной межзвёздной расой Алеронов. Алероны утверждают, что при случайной стычке их эскадры с патрульным кораблём Новой Европы произошли ядерный взрыв в атмосфере планеты и гибель всего населения континента, уцелевшие были спасены Алеронами. Вадаж пытался доказать что на самом деле произошло целенаправленное вторжение Алеронов, которые нанесли ядерный удар по городу Сюр д’Ивонн и эвакуировали его жителей. Остальные жители континента бежали в горы и начали партизанскую войну. Хейм жаждет помочь жителям Новой Европы, так как у него был роман с девушкой на Новой Европе, когда он лечился там от ранения. Кроме того, он воевал с Алеронами, хорошо знает их нрав и осознаёт опасность которые они представляют для человечества. Он использует своё политическое влияние, чтобы добиться проверки заявлений Алеронов, но большинство политиков высказываются за мирные переговоры. Хейм встречается с лидером делегации Алеронов адмиралом Синби рю Тареном, который негласно подтверждает версию Вадажа. Затем Хейм встречается с премьер-министром Франции Мишелем Кокеленом. Министр жаждет помочь французам, заселившим Новую Европу, но у него связаны руки. Хейм просит его выдать каперское свидетельство, он планирует наносить удары по линиям снабжения Алеронов. Он покупает звездолёт, но сторонники партии мира похищают его дочь. Тогда он похищает Синби и производит своеобразный размен. На Ассамблее Кокелен вынужден раскрыть свои карты, а Хейм едва успевает бежать за пределы Солнечной системы. Теперь ему приходится самому стать капитаном звездолёта, который он назвал «Звёздный Лис».
- Часть 2: Согласно плану, Хейм прибывает на планету Сторн, где местные жители вооружают его корабль ядерным оружием. Приземляется другой земной корабль «Поиск», среди учёных на его борту Хейм встречает свою старую любовницу Джосселин. Он с товарищами и двое с «Поиска» — Джосселин и Виктор Брэгдон — отправляются с визитом в Гнездо сторнов. Неожиданно Виктор и Джосселин сбрасывают маски: они — агенты партии мира. Брэгдон захватывает и взрывает флаер, имитируя общую гибель, он ждёт прибытия верных людей с «Поиска». Однако Хейм и его люди разоружают пацифистов и отправляются с ними в долгий, опасный пеший поход к Гнезду. Герои терпят лишения и опасности на негостеприимной планете, чуть не погибая в ожившем лесу. За ними увязывается автоматическая машина-убийца, Брэгдон жертвует собой, чтобы ослепить её сенсоры. При переходе через долину гейзеров Джосселин повреждает ногу, но Хейму удаётся привлечь внимание пролетающей мимо стаи сторнов. Сторны спасают землян.
- Часть 3: Хейм приступает к каперству, захватывая грузовые корабли Алеронов. На одном из кораблей он освобождает партию пленников с Новой Европы. Они обмениваются неутешительными новостями — земные силы так и не перешли к активным действиям, а Алероны, удерживающие плантации с земными растениями и витаминные заводы, ждут, когда цинга вынудит партизан сдаться. Сами они развёртывают систему планетарной обороны. Партизаны не могут ничего противопоставить орудиям космического крейсера Алеронов. Хейм решает вывезти женщин и детей на Землю, для этого он сажает на поверхность планеты захваченный грузовой корабль. Он решает провести переговоры с Алеронами, выдавая себя за одного из партизан. Однако в переговорах участвует Синби, который узнаёт и тут же арестовывает Хейма и Вадажа. Синби вызывает два своих корабля и раскрывает намерения Алеронов: они опасаются, что люди слишком быстро развиваются и распространяются по космосу, у людей безудержные мечты, в отличие от Алеронов, главная цель которых состоит в поддержании постоянства: «Вас нужно отбросить обратно к вашим планетам, а может быть, и к вашим пещерам и к вашей грязи». Хейму удаётся бежать, он поднимает грузовой корабль и внезапным тараном разбивает подошедший корабль Алеронов, в то время как «Лис» ударом из засады уничтожает другой. Так как на Новой Европе остался только один корабль Алеронов, Хейм решает рискнуть, встречается с ним в открытом бою и побеждает. Жители планеты завершают работу Алеронов по созданию системы планетарной обороны, Космофлот наносит решающий удар по флоту Алеронов. Мир достигнут, Хейм и Вадаж остаются на Новой Европе, которая покидает Земную федерацию.